# Дільмун
Дільму́н (шум. 𒉌𒌇(𒆠), NI.TUKki = dilmunki; араб. دلمون) — топонім, який відомий давнім шумерам, що описує як реальний острів біля західного узбережжя Перської затоки, так і міфічне місце. Термін переважно використовували в ІІІ та на початку ІІ тис. до н. е. люди, які жили в південній Месопотамії. Назва вперше з'являється на деяких найдавніших протоклинописних глиняних табличках, датованих приблизно 3200 р. до н. е., де вона пов'язана з міддю та мідними сокирами. В уявленнях шумерів Дільмун представлявся батьківщиною людства і колискою цивілізації в цілому і шумерського народу зокрема.
Дільмун, як міфічне місце, вперше згадується в шумерській міфології і аккадському героїчному епосі про Гільгамеш, як земля вічного життя, де проживає Утнапіштім (вавилонський Ной) зі своєю дружиною. Утнапіштім врятувався від потопу, до якого Гільгамеш припливає після смерті Енкіду в пошуках секрету вічного життя. У ряді віршів, написаних шумерською мовою, Ділмун згадується як місце миру і достатку, улюблене богами.
Через Дільмун в Шумер здійснювався експорт міді, дорогоцінних каменів, перлів і окремих овочів в обмін на текстиль і продукти харчування. Також велася торгівля більш екзотичними товарами, такими як лазурит, сердолік, чорне дерево та павичі. Дільмун залишався важливим центром міжнародної торгівлі і після об'єднання Шумера і Аккада під владою Саргона Акадського і Ур-Намму; власне, документація часів Саргона Аккадського стверджує, що цар «брав кораблі з Мелуххі, Магана, Дільмун». Тому всі ці товари, здається, походили з більш південних районів, таких як Маган і Мелухха, в яких острів відіграє роль посередника у торгівлі.

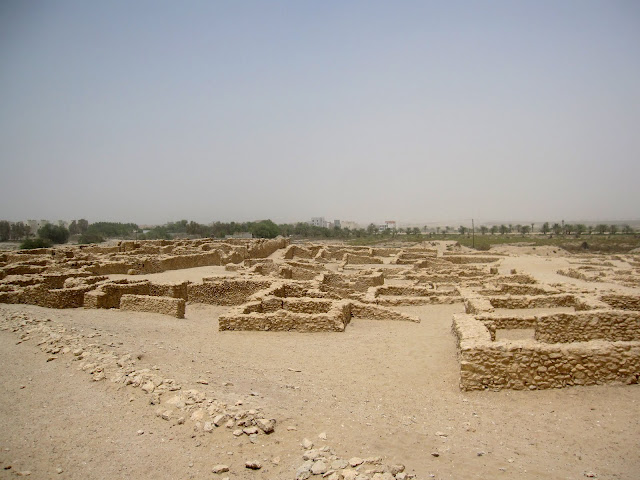
Залишки Храму Саар. 5 тис років тому.

На північному узбережжі сучасного Бахрейну археологами було виявлено значне за розмірами міське поселення Калат-аль-Бахрейн, що займало площу близько 18 га і населене декількома тисячами мешканців. Поселення розбудовувалося в кілька етапів в період близько 2800-1800 рр. до н. е. Археологічні пам'ятки, що нагадують знайдені в дільмунському поселенні на Бахрейні, зустрічаються також на південному узбережжі Перської затоки й на низці островів в затоці.
Політичні потрясіння в Месопотамії близько 1800 р. до н. е. призвели до порушення торгових шляхів, і Ділмун перетворився на провінційне загублене містечко, відоме насамперед своїми чудовими фініками. У період Новоассирійської імперії він вважався васалом Ассирії, а пізніше увійшов до складу Нововавілонського царства без збереження автономних прав. Нещодавнє відкриття палацу Рас аль-Калах на острові Бахрейн має дати нову інформацію про пізній період історії Дільмуна.
Згодом, острів знову з'являється в класичних джерелах під назвою Тилос і згадується такими письменниками, як Страбон і Пліній. Полководець Олександра Македонського Неарх, можливо, допливав до острова, але не висаджувався на нього. Після маловивченого періоду панування Селевкідів колишній Дільмун відійшов до парфян, а потім — до Шапура II. Після арабського завоювання починається мусульманська історія Бахрейну.